# Hostilian
Gaius Valens Hostilianus Messius Quintus (n. 230 d.Hr., Sremska Mitrovica, Districtul Srem, Serbia – d. noiembrie 251 d.Hr., Roma, Imperiul Roman), cunoscut sub numele de Hostilian, a fost împărat roman în anul 251, alături de Trebonianus Gallus. 

## Biografie
A fost fiul împăratului Decius și al Herenniei Etruscilla. El a fost fratele mai mic al lui Herennius Etruscus.
Hostilian s-a născut la Sirmium (azi Sremska Mitrovica, Serbia), în jurul anului 230. După ascensiunea tatălui său la tron, Hostilian a fost ținut mereu în umbra fratelui său mai mare. La începutul anului 251, Herennius Etruscus a fost asociat la domnie, iar Hostilian a primit titlul de princeps iuventutis.
Când Decius și Herennius au plecat la Dunăre pentru a respinge atacul goților, Hostilian rămas la Roma, din cauza lipsei sale de experiență. Mama lui a fost numită regentă.
Campania împotriva goților a fost un dezastru. Decius și Herennius au murit în timpul ei, iar Trebonianus Gallus, un general respectat, a fost proclamat împărat pe Dunăre. La Roma, Hostilian a fost recunoscut ca succesor al lui Decius. Pentru a evita un război civil, Trebonianus l-a adoptat și l-a asociat pe Hostilian la domnie. Dar mai târziu, tot în 251, a izbucnit o epidemie de ciumă în capitală. Hostilian a murit în timpul ei. El a fost primul împărat după 40 de ani care a murit de cauze naturale.
Moarte timpurie a lui Hostilian a făcut loc pe tron lui Volusianus, fiul natural al lui Trebonianus Gallus.